# Sesbania macrantha
Sesbania macrantha là một loài thực vật có hoa trong họ Đậu. Loài này được E.Phillips & Hutch. miêu tả khoa học đầu tiên.